# Lazzaretto Vecchio
Otok Lazzaretto Vecchio [ladzarèto vèkjo]), je otok v Beneški laguni v Jadranskem morju. Upravno spada pod italijansko deželo Benečija (pokrajina Benetke).
Otok sestoji dejansko iz dveh otočkov, ki sta povezana z mostom. V trinajstem stoletju je bil manjši otoček smodnišnica in sedež stražarjev. Na večjem otočku je bila cerkev Svete Marije iz Nazareta. Leta 1249 je bil dograjen samostan, verjetno avguštinski, ki je nudil tudi prenočišče in oskrbo romarjem, ki so bili namenjeni v Sveto deželo ali so se od tam vračali. Romarji pa so se pogosto vračali bolni in prenočišče je postalo svoje vrste bolnišnica, ki so jo po svojih močeh upravljali sami menihi. 
Stanje je izkoristila Beneška republika, ki je imela stalne trgovske stike s prekomorskimi deželami in se je hotela zavarovati pred epidemijami kužnih bolezni. Senat se je dogovoril s samostanom, da poveča obstoječo bolnišnico in poskrbi za njeno vzdrževanje, medtem ko prevzamejo menihi oskrbo bolnikov. Okoli samostana so bila zgrajena najprej lesena, nato zidana poslopja nove bolnišnice, imenovane lazaret. Ker je otok naravni greben morskega dna in ima torej solidno podzemlje, so bili izkopani udobni rovi, v katerih so neokužene osebe prestajale karanteno. Nekoliko oddaljene od bolnišnice so stale kolibe za razkuževanje blaga. To so bili v glavnem težki tekstili (žameti in brokati), ki so se v Republiki na široko uporabljali za prevleko sten. Leta 1564 je bil otok umetno razširjen za potrebe novih bolniških zgradb. Leta 1586 je bila dograjena kavana, to je pokrito pristanišče in shramba za plovila.
V naslednjih stoletjih je bil lazaret vedno manj potreben, zato se je tudi dotok državnih sredstev omejeval na nujna popravila in vzdrževanje plovnih poti. Po letu 1797 (padec Republike) so bile vse zgradbe postopoma zapuščene. Leta 1846 so jih zasedle vojaške enote, sprva avstrijske, nato italijanske, ki so porušile večino poslopij in cerkev. Leta 1965 je upravo otoka prevzela beneška občina. V okviru načrta za valorizacijo lagune so se leta 2004 začela dela tudi na tem otoku. Med drugim je bilo prekopano grobišče s preko 1500 žrtvami kuge. 